# Club Sandwich
Club Sandwich é um filme mexicano de comédia lançado em 2013 escrito e dirigido por Fernando Eimbcke. Foi selecionado para exibição na seção de Cinema Mundial Contemporâneo no Festival Internacional de Cinema de Toronto de 2013. Ganhou a Concha de Oro no Festival de San Sebastián de 2013.

## Elenco
- Lucio Giménez Cacho ... Hector
- María Renée Prudencio ... Paloma
- Danae Reynaud ... Jazmin